# Quaesitosaurus orientalis
Quaesitosaurus orientalis es la única especie conocida del género extinto Quaesitosaurus ("lagarto extraordinario") es un género representado por una única especie de dinosaurio saurópodo titanosauriano, que vivió a finales del período Cretácico, hace aproximadamente 85 y 71 millones de años, en el Campaniense, en lo que es hoy Asia. Encontrado en la Formación Barun Goyot cerca de Shar Tsav, Mongolia por una expedición mongola-soviética en 1971 y fue descrito por Kurzanov y Bannikov en 1983. Sólo se conoce un cráneo de Quaesitosaurus, PIN n.º 3906/2, siendo muy largo similar al de un caballo con dientes como lápices. En este se destaca la presencia de un canal en el basioccipital y el basiefenoide que conducen de la hipófisis a la región debajo del cóndilo occipital. Otra característica es la concavidad comparativamente grande en la cara caudal del cuadrado. Su fórmula dental es 4:9/1 3.

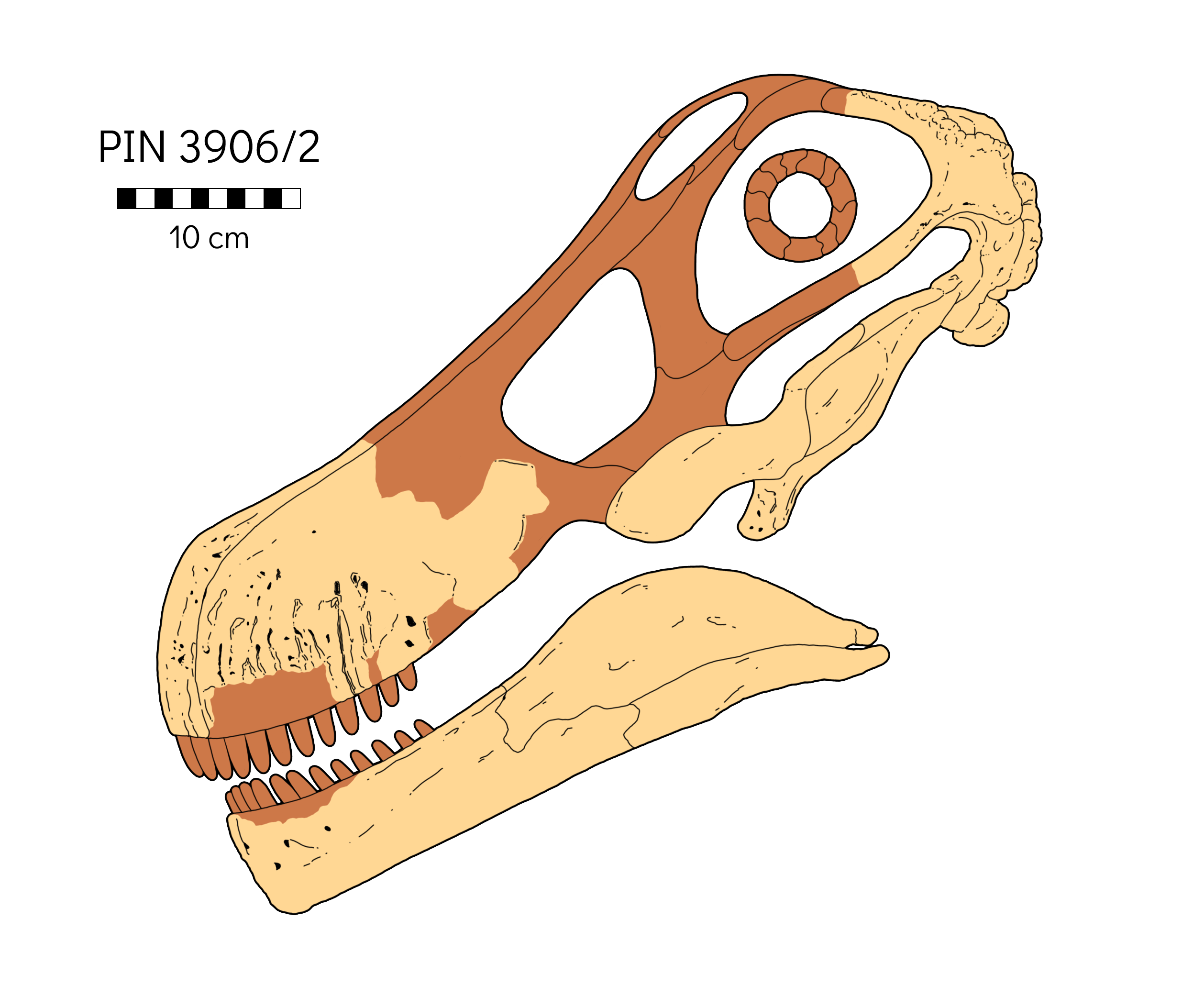
Diagrama de los restos conocidos del cráneo de Quaesitosaurus en color claro.

Es posible que Nemegtosaurus, también conocido solo por material craneal, sea o un familiar cercano de Quaesitosaurus, si no de hecho una variación del mismo animal. No obstante los restos son menos completo que el de Nemegtosaurus. El hocico de Q. orientalis parece ser más amplio que en Nemegtosaurus y el escamoso más corto y no entra en contacto con el cuadrado-yugal. Los procesos dorsales de los maxilares y de los premaxilares son los que falta, al igual que los yugales, lacrimales, prefrontales, y parte del frontal, así que no se preserva ninguna parte de los bordes de las narinas o de la ventana anteorbital, y sus formas siguen siendo hipotéticas. La mandíbula está esencialmente completa.
En 1994 Hunt y colegas los colocaron entre los dicreosáuridos, pero posteriormente y con la aparición de varios ejemplares de cráneos de titanosaurianos, se lo incluye en este grupo junto a Nemegtosaurus.